# Emmanuel Moire
Emmanuel Moire (* 16. června 1979 Le Mans) je francouzský zpěvák a skladatel. Vydal čtyři sólová alba. Širšímu publiku se představil v roli krále Ludvíka XIV., kterého ztvárnil v muzikálu Le Roi Soleil. Následně ztvárnil konferenciéra v muzikálu Kabaret.
V prosinci 2012 vyhrál třetí sérii taneční soutěže Danse avec les stars.

## Životopis a kariéra

### Hudební formace a začátky
Byl fascinován hudbou již od raného dětství. Jako stydlivý a tichý chlapec vyrůstal vedle svého dvojčete Nicolase na hodinách klasického zpěvu a kurzech pro skladatele. Na hodiny zpěvu docházel na konzervatoř v Mans a bral soukromé hodiny ve Studio des Variétés u Sarah Sanders.
Získal maturitu s vyznamenáním ve specializaci ekonomika a sociální vědy. Začal studovat vysokou školu na katedře geografie na univerzitě v Mans a zpíval ve školním sboru. Ve věku svých jednadvaceti let byl vybrán do soutěže zpěváků a skladatelů Astaffort, kterému předsedal Francis Cabrel. Zlepšoval se ve zpěvu a klavíru a též zpěv vyučoval v hudební škole. V Mansu se mezi lety 2000 a 2004 objevil v několika formacích jako Cabaret Le Pâtis, či společnost La flambée de l'Épau pod univerzitním sborem. V této době si také zahrál v muzikálu založeném na písních Jacquesa Brela On n'oublie rien a ve hře Les chattes hurlantes s divadelní společností Utopium Théâtre.

### Le Roi Soleil(2004-2007)

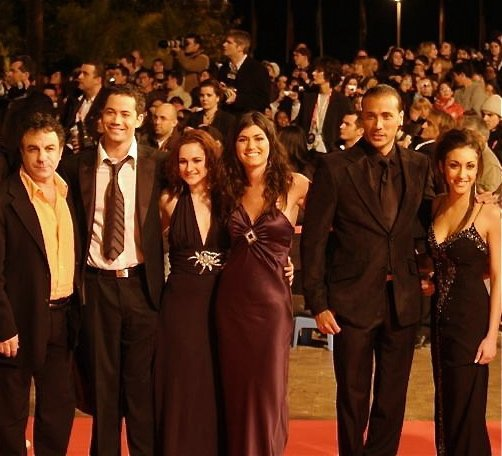
Obsazení muzikálu Le Roi Soleil na hudebních cenách NRJ v roce 2006

Po neúspěšných konkurzech do muzikálů Les Mille et Une Vies d'Ali Baba, Autant en emporte le vent a Belles belles belles byl v roce 2004 vybrán do titulní role Ludvíka XIV. v muzikálu Le Roi Soleil, který produkovali Dove Attia a Albert Cohen a režíroval Kamel Ouali. Muzikálové album a písně „Être à la hauteur“, „Mon essentiel“ a „Tant qu'on rêve encore“ ho představily široké veřejnosti, stejně jako zpěváka Christopha Maého, který v muzikálu ztvárnil jeho bratra, Filipa I. Orleánského.
Po prvním uvedení v dubnu 2005 se začal častěji objevovat v rádiu i v televizi. V lednu 2006 odjel s muzikálem na turné a odehrál více než čtyři sta představení po Francii, Belgii a Švýcarsku. Muzikál mu přinesl dvě ceny hudební ceny NRJ, a to v letech 2006 a 2007, v kategorii frankofonní skupina roku.
V roce 2006 nazpíval část písně „L'Or de nos vies“ ve prospěch skupiny Fight Aids Monaco, která měla za cíl boj proti AIDS.
Po ročním úspěšném turné se muzikál vrátil na scénu Palais des sports a poté odehrál ještě jedno turné, než skončil dne 8. července 2007 ve stadiónu Bercy.

### Du Sourire à L'Équilibre(2006-2010)
Jeho první album (Là) où je pars vyšlo 13. listopadu 2006. První singl s názvem „Le Sourire“ se umístil na sedmém místě v Top 50 singlech. Album vydané Pierrem Jaconellim a Davidem Espositem získalo platinovou desku. Na desce spolupracoval s renomovanými skladateli Williamem Rousseau a Rodem Janoisem. Většinu textů napsal jeho kamarád Yann Guillon.

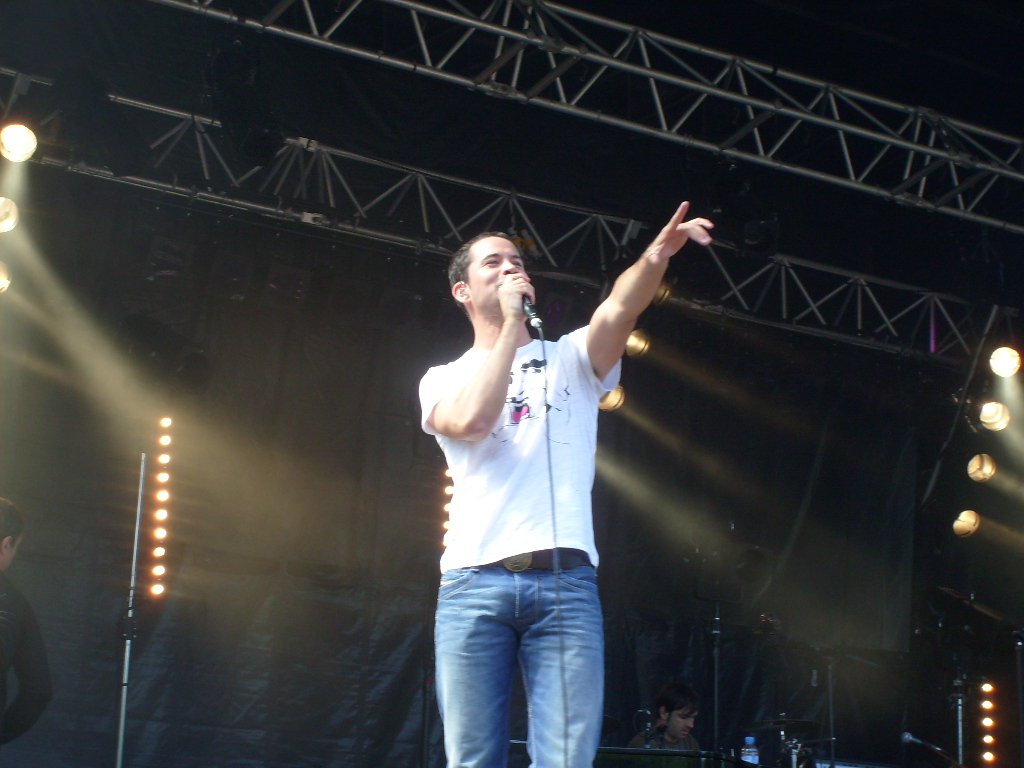
Emmanuel Moire na jaře 2008

Dne 1. září 2007 na polském soutěžním festivalu Sopot zazpíval píseň „Ça me fait du bien“ (francouzskou verzi písně „A good day“ od Loua Cowella) a získal první místo v kategorii mezinárodní zpěvák.
V listopadu a prosinci 2007 vystupoval ve Francii na padesáti koncertech se skupinou Enfoirés 2008, nicméně kvůli zranění přestal vystupovat od poloviny ledna následujícího roku. Dále pracoval na skládání písní pro muzikálovou adaptaci knihy Tři mušketýři od Alexandra Dumase, ale projekt byl později zrušen.
Dne 13. dubna 2009 vyšlo jeho druhé album, L'Équilibre, které bylo více ve stylu elektro popu. Vyšly z něj tři singly, a to „Adulte & sexy“ (umístil se na devátém místě v Top 50), „Sans dire un mot“ (umístil se na jedenáctém místě) a „Promis“. Pro druhé album si hudbu složil sám a texty opět napsal Yann Guillon. Tento hudební obrat mu umožnil obrátit se na dospělejší a zralejší publikum, než bylo na prvním turné. Album věnoval svému dvojčeti Nicolasovi, který zemřel v lednu téhož roku. Následně absolvoval turné s padesáti koncerty s koncem září 2010.

### Kabaret,Danse avec les starsaLe Chemin(2011-2014)

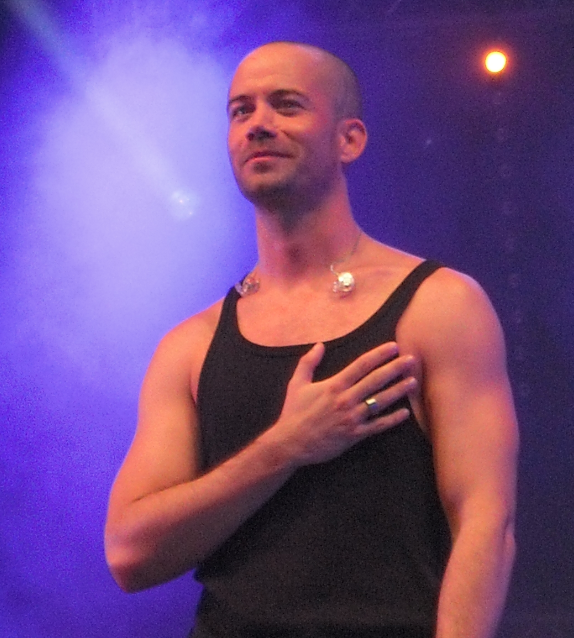
Emmanuel Moire na koncertu v roce 2010

V květnu 2011 mu během příprav třetího studiového alba zrušila smlouvu jeho nahrávací společnost Warner Music Group.
Dne 9. června 2011 oznámil, že bude vystupovat v muzikálu Kabaret. Od 6. října 2011 ztvárnil konferenciéra, bisexuálního majitele Kit Kat klubu. Odehrál devadesát představení v divadle Marigny a následně turné, od ledna 2012. Toto uvedení Kabaretu se setkalo s úspěchem a jeho výkon byl chválen kritiky. Turné skončilo v dubnu 2012 v aréně Zénith.
Na podzim roku 2012 vystupoval ve třetí sérii taneční soutěže Danse avec les stars. Byl již osloven pro účast ve druhé sérii, ale nabídku odmítl, aby se mohl věnovat Kabaretu. Také se ohledně jeho účasti objevila kontroverze, kdy některá média psala, že po jeho boku bude tanečník - muž. To rychle popřel a vysvětlil, že se jednalo o vtip z rozhovoru z roku 2011, který novináři špatně pochopili a že je velice šťastný, že má za taneční partnerku Fauve Hautot. Během druhého tanečního večera složil poctu svému zemřelému bratrovi Nicolasovi, když tančil na píseň „Sois tranquille“. Dne 1. prosince 2012 se svou taneční partnerkou celou soutěž vyhrál a porazil tak pár Amel Bent a Taïg Khris.
Dne 14. prosince 2012 vyšlo album Génération Goldman, na kterém spolu s Amandine Bourgeois nazpíval píseň „Au bout de mes rêves“. O osm měsíců později se na albu Génération Goldman volume 2 podílel společně se zpěvačkou Pauline na písni „Juste après“. Dne 25. března 2013 vyšlo album Jeana-Félixe Lalanna, Une voix, une guitare sort, na kterém byl Moire interpretem pro píseň „Ne me quitte pas“.
Dne 14. ledna 2013 podepsal smlouvu u nahrávací společnosti Mercury, spadající pod Universal Music Group. Vydal singl Beau Malheur, předcházející třetímu albu Le Chemin, které vyšlo dne 29. dubna 2013. Desku popsal jako osobnější, sám k ní složil hudbu a texty napsal Yann Guillon. Album se setkalo s velkým úspěchem, objevilo se na prvních příčkách prodejnosti a překročilo 300 000 prodaných kopií. Turné s názvem Sur le chemin zahájil na podzim 2013.
Poté se podílel na různých projektech; na singlu „Pour une vie, pour un rêve“ (pro podporu organizace Unitaid), na albech Et nous voilà (album duetů Nicolase Peyraca) a Forever Gentlemen (album vzdávající poctu zpěvákům padesátých let), na kompilaci We Love Disney a na písni „Depuis peu“ na prvním albu zpěváka Olympa. V roce 2014 je též součástí koncertů Enfoirés a charitativního dvojalba Kiss & Love.

### Bienvenue(2015)
V květnu 2015 vyšel singl Bienvenue ze čtvrtého alba s názvem La Rencontre. Ke 28. srpnu téhož roku se album umístilo na druhém místě v prodejnosti ve Francii a v Belgii a získalo zlatou desku. Nové turné zahájil dne 9. dubna 2016. Složil dvě písně pro album zpěvačky Chimène Badi, Au-delà des maux a pro album Balavoine(s) nazpíval singl Le Chanteur.

## Osobní život
Jeho bratr Nicolas byl dne 12. ledna 2009 sražen bezohledným řidičem a upadl do hlubokého kómatu. Krátce poté svým zraněním podlehl.
V rozhovoru pro gay magazín Têtu se Emmanuel Moire v listopadu 2009 svěřil se svou homosexualitou, ačkoliv byl od toho okolím odrazován argumenty, že to může zničit jeho kariéru. O čtyři měsíce později prohlásil, že svého coming outu ani přinejmenším nelituje.

## Diskografie

### Alba
- 2006: (Là) où je pars
- 2009: L'Équilibre
- 2013: Le Chemin
- 2015: La Rencontre

### Singly

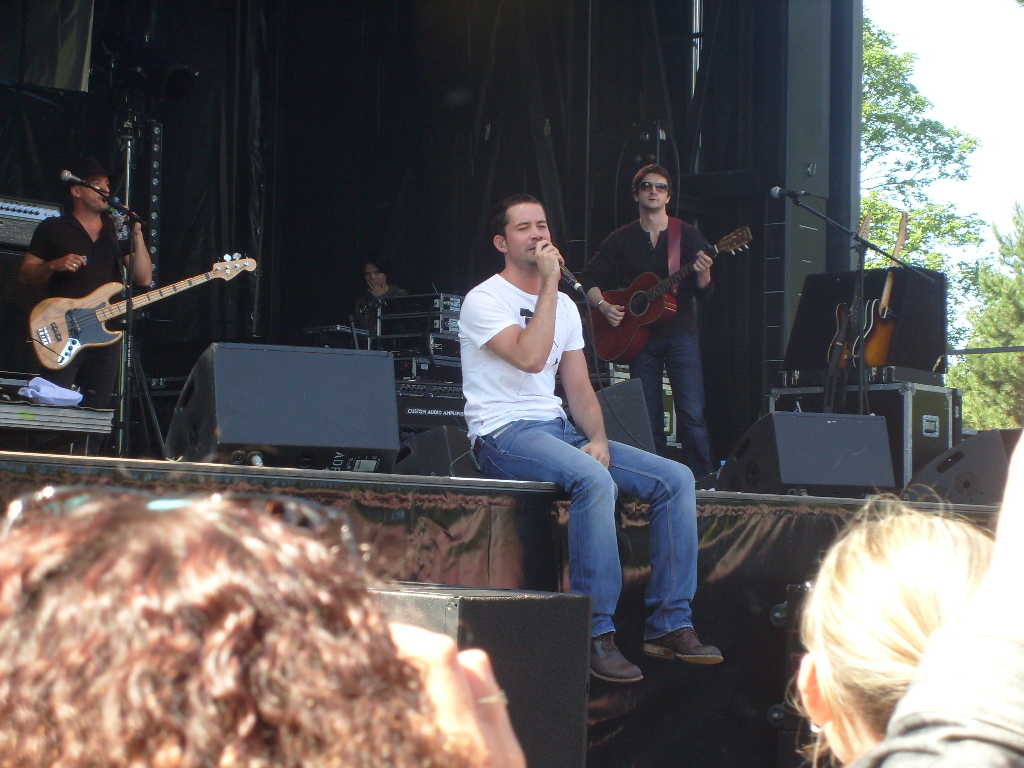
Emmanuel Moire na koncertu v Dunkerku

| Název                                        | Nejvyšší umístění | Nejvyšší umístění | Nejvyšší umístění |
| Název                                        | FR                | FR Stažení        | BEL/Wa            |
| -------------------------------------------- | ----------------- | ----------------- | ----------------- |
| Être à la hauteur                            | 9                 |                   | 19                |
| Je fais de toi mon essentiel                 | 3                 | —                 | 7                 |
| La vie passe                                 | 28                |                   | —                 |
| Le Sourire                                   | 7                 | 21                | 31                |
| Ça me fait du bien                           | —                 | 46                | —                 |
| Là où je pars                                | —                 | —                 | —                 |
| Si c'était ça la vie                         | —                 | —                 | —                 |
| Adulte & sexy                                | 9                 | 37                | —                 |
| Sans dire un mot                             | 11                | 40                | —                 |
| Promis                                       | —                 | —                 | —                 |
| Sois tranquille                              | 21                | 20                | —                 |
| Au bout de mes rêves ( s Amandine Bourgeois) | 143               | 142               | —                 |
| Beau Malheur                                 | 11                | 11                | 11                |
| Ne s'aimer que la nuit                       | 72                | 72                | 32                |
| Venir voir                                   | —                 | —                 | —                 |
| Bienvenue                                    | 46                | 46                | 41                |
| Toujours debout                              | 163               | 163               | 34                |
| Tout le monde                                | —                 | —                 | —                 |
| Le Chanteur                                  | 115               | 115               | —                 |